# دائرة جاكميل

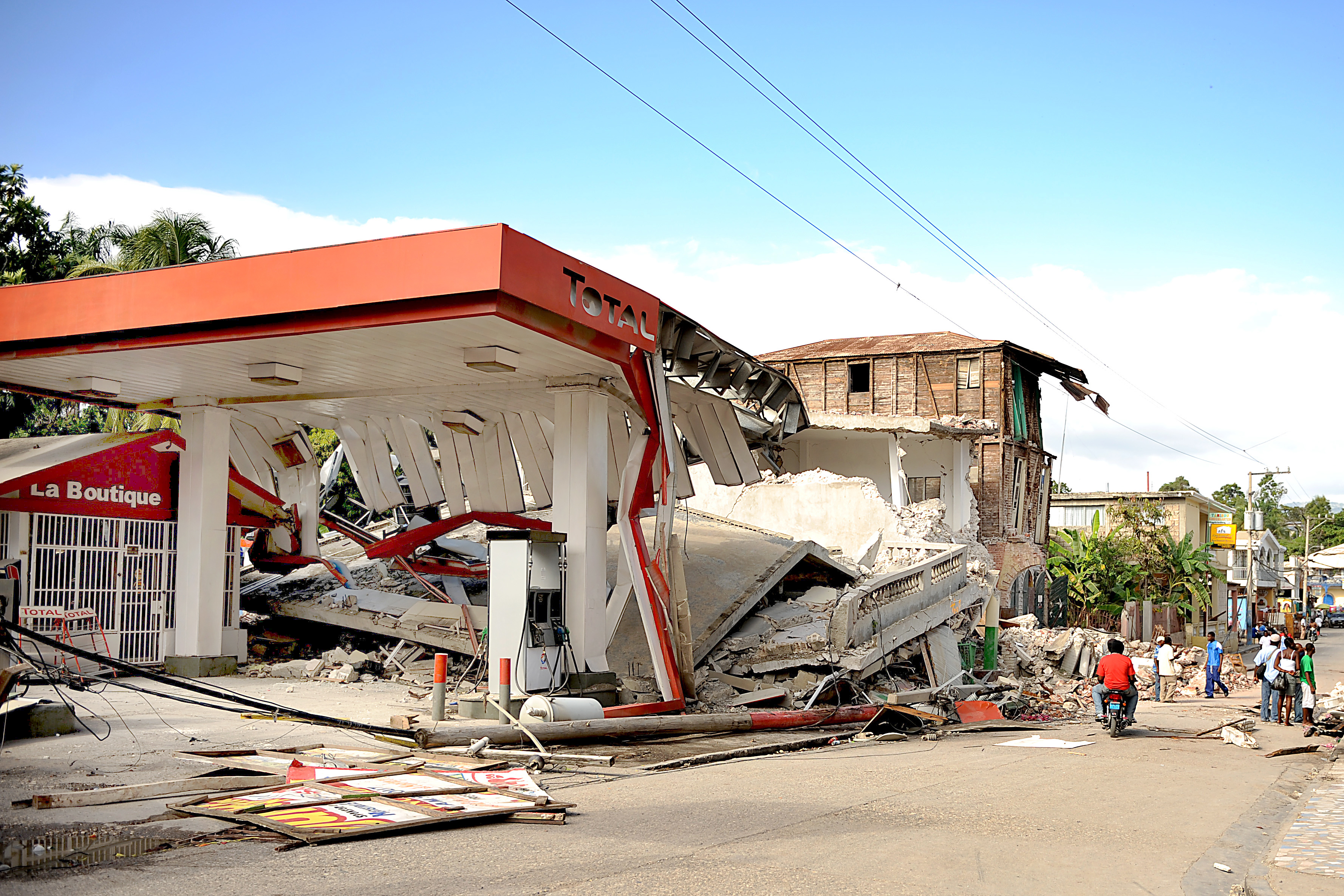
صورة للأضرار التي تسبب بها زلزال كانون الثاني 2010 بدائرة جاكميل، هايتي.

دائرة جاكميل هي إحدى الدوائر الثلاث في الإدارة الجنوب شرقية في هايتي ، بلغ عدد سكانها 308.042 نسمة حسب إحصاء 2009 ، ورمزها البريدي يبدأ بالرقم 91.
تضم الدائرة 4 بلديات:
- جاكميل
- كاي جاكميل
- ماريغو
- وادي جاكميل